# Michael Hoffman (Komponist)
Michael „Mike“ Hoffman (* 23. August 1955) ist ein US-amerikanischer Komponist, Hochschullehrer und Jazzgitarrist.

## Leben
Hoffman studierte Musikpädagogik am C. W. Post College und Komposition an der New York University bei Howard Rovics, Pat Castle, Jim McNeely, Manny Albam und Kenneth Peacock. Er unterrichtete an der Kean University, am Mercy College, der Sacred Heart University, dem Queensborough Community College und ist Associate Professor am Bucks County Community College, dessen Bigband er leitet. 1999 promovierte er an der New York University über Fibonacci-Zahlen in der Komposition. Er arbeitete als Gitarrist und Komponist für eigene Jazzbands, später entstanden Kompositionen für Jazzorchester wie das New York University Concert Jazz Ensemble, das BMI New York Jazz Orchestra und das Brooklyn Jazz Composer's Orchestra, die unter anderem im New Yorker Blue Note und der Merkin Concert Hall aufgeführt.
Daneben komponierte er auch Werke der Neuen Musik überwiegend für kammermusikalische Besetzung und veröffentlichte musikanalytische und -theoretische Schriften, unter anderem über Kompositionen Igor Strawinskis, Arnold Schönbergs, Pierre Boulez’ und Elliott Carters.

## Werke
- 3 Winds für Bläsertrio, 1981
- Long Shadows into Light für Streichquartett, 1992
- Waterfall in a Cloud für Hornquartett, 1994
- Isle of Devils für Streichorchester, 1996
- Episodic Ruminations für Klavier, 1997
- Six Jazz Portraits für Solotrompete, 1999
- The Missing Link für Perkussionsensemble, 1999
- The Lake of Dreams für Kammerorchester, 2000
- ...As the Crow Flies für Saxophonquartett, 2001
- ...As if Real für Cello, 2001
- Tempus Fugit für Bassflöte und Klavier, 2003
- A Walk in the Park für Bläserquintett, 2003
- The Horizon in Motion für sinfonisches Blasorchester, 2004
- Refractions für Flöte, Klarinette, Trompete und Klavier, 2004
- Tangled Streams für Bläserquintett, 2005
- An Ancient Echo, Perkussionsduo für Pauken und Marimba, 2006
- Five Symphonic Variations, 2006
- Portrait of Ellen, Thema und Variationen für Streichquartett, 2006
- A Bone Alone für Posaune, 2007
- The Anarchy of Atoms, Duett für Violine und Cello, 2008

## Schriften
- Fibonacci proportions in composition: an analysis of an original work for Jazz orchestra. New York University 1999 (Dissertation).